# ایلیا وولوشین
ایلیا وولوشین (انگلیسی: Illya Voloshyn؛ زادهٔ ۱۵ ژانویهٔ ۲۰۰۷) بازیکن فوتبال اهل اوکراین است که در حال حاضر برای رئال مادرید سی در پست دروازه‌بان بازی می‌کند.
وی همچنین در تیم‌های ملی فوتبال زیر ۱۶ سال، زیر ۱۷ سال و زیر ۲۰ سال اوکراین بازی کرده است.